# 御茶漬海苔
御茶漬海苔（おちゃづけのり、1960年4月12日 - ）は、日本の漫画家。神奈川県川崎市出身。男性。血液型はO型。
「惨劇館」など多数のホラー作品で知られ、実写ホラー映画の監督も務めている。ペンネームに姓名の区切りはなく、インタビューなどでも「御茶漬海苔」と表記される。

## 来歴

### 生い立ち
金物店の長男として生まれる。一人っ子で奔放に育てられた一方、小学生のころから店番を手伝うなど評判のいい子供だった。当時は高度成長期で経済的に活気はあったが漫画を売る書店はまだ少なかった。そのため通っていた小学校の近所にあった貸本屋から借りた漫画を読んでは真似をして絵を描いていたという。
高校時代に自らが中心となって漫画研究会を設立、大学進学後も漫画仲間に声をかけ同人誌を制作した。作品を即売会に出品したところ1日で数百冊を売り上げる人気となり、同人活動と並行してえびはら武司にアシスタントとして師事していた。

### アシスタント時代
20歳のとき、少年サンデーにおけるあだち充のアシスタント公募を知る。師匠のえびはらに無届で応募したところ、担当編集者から「あなたのところで働いているアシスタントが応募してきている」と連絡があり、あっさり発覚してしまったという。しかしえびはらには咎められず「なぜ黙って申し込んだんだ」と諭されるのみだった。改めて「あだち充先生に是非会いたいのでお願いします」と懇願し、面接への参加許可を得た。面接では最終選考まで残るも、結果的に落選してしまう。その後、駅まで送ってくれた小学館の編集者（のちに最初の担当編集となる）から「君は上手いから頑張ってプロになりなさい」と激励され、これ以降プロを志すようになる。
大学卒業後は金物店を継ぐ約束をしていたが、部屋にこもって漫画を描き続け「両親との言い争いが絶えなかった」「夕飯は常に喧嘩の場だった」と述懐している。そんな中「月8万円を家に入れる」ことを条件に（昭和60年ごろの大卒初任給は13 - 14万円程度）漫画家を目指すことを許された。その後、アルバイトをしながら休日は1日中漫画を描く多忙な日々を送った。

### デビュー後、ホラー漫画へ転向
1984年、『精霊島』（「レモンピープル」あまとりあ社）にてプロデビュー。
デビューからしばらくはSFを好んで題材としたが、読者からの評価は芳しくなかった。ある時、特集があったためホラー漫画を描いたところ、「その回に限ってアンケートの結果が異常に高かった」と述べるほど好評を得る。これを機に、本格的にホラー漫画家へと転向した。
1980年代後半から90年代にかけて、『ハロウィン』『サスペリア』『ホラーM』といった恐怖漫画雑誌の常連作家として活躍した。

### ホラー映画監督へ転向
2000年代に入ると徐々に漫画から映像分野へ軸足を移し、「惨劇館」の映像化や同じホラー漫画家で交流のある古賀新一、伊藤潤二とお互いの世界観をクロスオーバー作品として共同映像化するプロジェクト「古潤茶」に参加している。
漫画から遠ざかった理由について本人は、「映画はカメラワークや音、ライティングによる演出など刺激的で楽しい世界だが、その反動で漫画のネームがなかなか通らなくなり、漫画の中でストーリーを上手く表現する工夫が思いつかなくなった」としている。このスランプが紙とペンのみで描く漫画の奥深さを見直すきっかけになったとも述べた。
2010年代より再び漫画活動を活発化させる。2014年から『コミックスピカ』の休刊まで「地獄博士とネコ」を連載、また過去作品の傑作選や未収録作品を電子書籍化している。

### 片目失明により引退
2023年11月3日、『Live News イット!』（フジテレビ）のコーナー「しらべてみたら」における年金特集に出演。2020年ごろに糖尿病を患って右目を失明し、執筆活動に支障をきたして現在は引退状態にあること、連載好調期は年収3000万円ほどあったが、現在は月収4万円ほどの年金生活であることを告白した。

## 作風
独特の効果音演出や執拗なゴア描写によるスプラッターホラーを得意とする。一方、追い詰められた人間の心理描写など視覚的な部分以外で恐怖を煽るサイコ・サスペンス、奇想な設定を背景としたSFホラーにも定評がある。
当初は少女漫画風の柔らかい線を用いた中性的なタッチだった。ホラー漫画家転向後は大きく見開いた目、細身を特徴とするシャープで独特な絵柄がトレードマークとなる。
近年はより太い線を使ったカートゥーン調の絵柄も用いる。本人は「昔から洋画のホラー映画が好きで、他のホラー漫画家の皆さんとは絵のタッチが違うものになっていった」と分析している。

## 人物・エピソード
- 影響を受けた漫画家は手塚治虫、大友克洋。
- 長らく性別・年齢不詳で活動し、風貌はお茶漬けをモチーフとした自画像のみ公開していた。初期の作風から女性作家と勘違いするファンもいたという。
  - インターネットの普及後は、メディア露出の増加に伴って白い髭を蓄えた風貌で認知されはじめたが、自身は「本名以外は特に隠したかった訳ではない」と述べている。
- 黒い服を好み、一年中着用している。
- デビュー当時から「引きこもり漫画家」を自認し、仕事中は1日のほとんどを自室の中で過ごすと語っている。
  - 現在は所有するワンルームマンションの一室を仕事部屋として使用しているという。
- 小泉今日子は「リーンカーネーション」の愛読者。その縁で彼女のアルバム『Hippies』制作において作詞を依頼され「凍りの都市」の歌詞を書いている。
- 猫が好きで、これまで何匹も飼ったという。現在はララという名の黒猫を飼っている。
- プロレスファンであり、大和ヒロシやモハメド・ヨネなど、多くのプロレスラーと親交がある。
- 得意学科は理科。
- 中日ドラゴンズのファン。

## 作品リスト

### 漫画
- 精霊島（1984年、久保書店『レモンピープル』掲載） - デビュー作品
- 東京に雪の降る日（1986年、朝日ソノラマ『バトル・マシーン』掲載） - デビュー作品

#### 単行本
- 砂のテレビジョン（1985年刊 久保書店、全1巻）
- リーンカーネーション（1986年刊 東京三世社、全1巻）
- 童鬼（1987年刊 東京三世社、全1巻）
- 魔王グール -ネビルストーン伝説- （1987年刊 朝日ソノラマ『バトル・マシーン』（アンソロジー）掲載、全1巻）
- 惨劇館（1987年 - 1993年刊 朝日ソノラマ『ハロウィン』連載、全10巻） - 講談社より文庫版が刊行、1996年 - 1997年刊 全3巻
- ネビロスの双児（1988年刊 東京三世社、全2巻）
- 13日の御茶漬海苔（1988年刊 朝日ソノラマ、全1巻） - 新装版刊行、1993年 全1巻
- クルクル（1988年 - 1989年 朝日ソノラマ『ハロウィン』連載、全1巻） - ぶんか社からも新装版刊行、1996年刊 全1巻
- TVO（1989年 - 1990年刊 ヤングサンデーコミックス『ヤングサンデー』連載、全3巻）
- ギギラ（1991年刊 徳間書店『月刊少年キャプテン』連載、全1巻）
- 姫（1991年 - 1992年刊 少年画報社、全3巻）
- チョーク（1991年 - 1992年刊 リイド社、全5巻） - 『恐怖学園 指輪』のタイトルで電子書籍化されている。
- 妖怪物語（1993年 - 1994年 ぶんか社、全3巻）
- 恐怖実験室（1994年 - 1996年 秋田書店『サスペリア』連載、全5巻）
- 恐怖テレビ（旧名 TVO、1994年刊 ぶんか社『ホラーM』連載、全4巻）
- 暗黒辞典（1995年 - 1997年刊 ぶんか社『ホラーM』連載、全4巻）
- 魔夜子ちゃん（1995年 - 1997年刊 リイド社『恐怖の館DX』連載、全3巻）
- 怪奇恐怖全集（1996年 - 1997年刊 蒼馬社』）
  - 怪奇恐怖全集 密室倶楽部
  - 怪奇恐怖全集13 姫I
  - 怪奇恐怖全集16 姫II
- 恐怖テレビ TVO 御茶漬海苔 自選集（1998年刊 ぶんか社、全1巻）
- 恐怖の心理ゲーム（1999年刊 河出書房新社、全1巻） - 心理学者・富田隆（富田たかし）との共著
- 昭和金物屋物語（2007年刊 笠倉出版社、全1巻）
- 痛いんです（2012年刊 メディアファクトリー『コミックエッセイ劇場』連載、全1巻）
- レジェンドオブホラー（2016年刊 レジェンドオブホラー制作委員会、全1巻） - 犬木加奈子、関よしみ、と集結して、クラウドファンディングによって作られた限定本。
- 斬殺サーカス（学研『Manga Samurai Style』連載、2013年 - 2016年、全2巻）
- 地獄博士とネコ（2014年 - 2015年、幻冬舎コミックス『コミックスピカ』連載、全1巻） - KADOKAWA『ハルタ』とKADOKAWA『月刊Asuka』の付属冊子『青騎士』第1号 - 第5号に再録連載。単行本はKADOKAWAから発売。
- おんニャの一生（2021年 - 、KADOKAWA『青騎士』連載中）

#### 電子コミック
- 怖くて残酷な日本の怪談（全3巻）
- 怖くて残酷な日本の童話（全3巻）
- 怖くて残酷なグリム童話（全2巻）
- 愛と涙の…大人のための怖い童話（全3巻） - お馴染みの童話や古典や昔話の数々を、独自の解釈で凶悪アレンジの童話集。
- 怪奇ホラー暗黒劇場（全4巻） - 単行本未発表の血みどろの怪奇ホラーコミック
  - 1巻 - 『ブラッド女王』『O・FILM〜絵理香』
  - 2巻 - 『女王太陽姫』『早まった埋葬』
  - 3巻 - 『切り裂きジャック』『隔離〜白い壁』
  - 4巻 - 『豆の木』『三匹の子豚』

#### 雑誌
- 月刊ハロウィン 別冊 御茶漬海苔がやってきた！（1987年4月30日、朝日ソノラマ） - 表紙は山瀬まみ
- 月刊ハロウィン 別冊 御茶漬海苔がやってきた！2 大惨劇館（1988年4月30日、朝日ソノラマ） - 3Dメガネ付き
- 月刊ハロウィン 別冊 御茶漬海苔がやってきた！ 悪魔の惨劇館（1989年3月30日、朝日ソノラマ）

### 舞台
- 漫劇（2015年5月1日 - 4日、中野スタジオあくとれ） 
  - 3本のオムニバスの中の1本 「花」の脚本・演出。

### イラストレーション
- W-1（川崎大会パンフレット） - 表紙イラスト。川崎出身ということで、プロレスラーの大和ヒロシに依頼される。
- 小林泰三『惨劇アルバム』（光文社文庫、2012年） - 装画
- 西日本豪雨復興応援アート展、西日本豪雨復興応援チャリティーアートブック　- イラスト。平成30年7月豪雨での被災地に向けての復興応援イラスト及びメッセージを寄贈。

### デザイン
- グローバル・レスリング連盟ロゴマーク

### ゲーム
- SIMPLE1500シリーズ Vol.74 THE ホラーミステリー 〜惨劇館 ケビン伯爵の復活〜（2001年） - 漫画『ケビン伯爵の惨劇』を原作としたサウンドノベル。自らストーリーを監修。2010年にゲームアーカイブスで配信された。

### コミカライズ作品
- 御茶漬版スウィートホーム
  - 『惨劇館』の単行本7巻（朝日ソノラマ）に収録。原作映画の前日談的な内容。
- ウルトラQ ザ・ムービー 星の伝説
  - 『MONSTER COMIC 怪獣伝説』に収録。

### 実写映画等
- TVO 恋愛犯罪映画（監督：太田達也）
- 惨劇館（監督：御茶漬海苔）
- 惨劇館 夢子（監督：久保山努 ）
- 惨劇館-ブラインド-（原作・脚本・監督：御茶漬海苔）
  - 古賀新一、伊藤潤二との共同プロジェクト「古潤茶」の1作品
- 姫 一人の少女の物語（監督：藤井道人）
  - 作者自身も俳優として出演している。

### CD
- あぁ御茶漬の唄 (2010年8月4日発売、唄：まついえつこ) - 映画『御茶漬海苔の惨劇館』の主題歌CD｡ボーナストラックには自身が歌唱する特別ヴァージョンを収録｡

### 作詞
- 凍りの都市（Hippies／小泉今日子）

## 関連人物
富士鷹なすび
アシスタントをしていた縁で、「リーンカーネーション」の巻末に作品解説を寄稿している。
えびはら武司
アシスタントとして師事。
犬木加奈子
親交がありイベントに共同参加することもある。